# پی‌داگ
کانگ هیو-وون (به کره‌ای: 강효원؛ زادهٔ ۱۹ سپتامبر ۱۹۸۳) که با نام هنری پی‌داگ (به انگلیسی: Pdogg) شناخته می‌شود، تهیه‌کنندهٔ موسیقی و آهنگساز اهل کرهٔ جنوبی و ترانه‌نویس بیگ‌هیت میوزیک است. او تهیه‌کننده و آهنگساز هنرمندانی چون اِیت، بک جی-یونگ، بی‌تی‌اس، جو کوان و لیم جونگ-هی بوده‌است.